# Edese Zwem- & Poloclub Polar Bears
Edese Zwem- & Poloclub Polar Bears ou Polar Bears Ede é um clube de polo aquático da cidade de Ede, Países Baixos.

## História
O clube foi fundado em 1946. 

## Títulos
- Liga Neerlandesa de Polo aquático
  - 1989-90, 1990–91, 1991–92, 1994–95, 1995–96, 2004–05, 2005–06, 2006-07